# Spathularia flavida
Spathulaire jaune
Espèce
Spathularia flavida est une espèce de champignons du genre Spathularia, et de la famille des Cudoniaceae. Il est connu sous le nom vernaculaire de Spathulaire jaune.

## Synonymes
Spathularia flavida a pour synonymes:
- Helvella clavata Schaeffer (1774)
- Clavaria spathulata O.F. Müller (1775)
- Helvella spathulata (O.F. Müller) Afzelius (1783)
- Helvella feritoria Bolton (1789)
- Spathularia flava var. ß feritoria (Bolton) Persoon (1797)
- Spathularia rufa Swartz (1812)
- Mitrula spathulata (O.F. Müller) Fries (1838)
- Spathularia flaccida Fries (1849)
- Spathularia clavata (Schaeffer) Saccardo (1880)
- Spathularia flavida var. rugosa Peck (1886)
- Spathularia rugosa (Peck) Peck (1898)

## Description
Le sporophore de cette spathulaire mesure entre 3 et 6 cm de haut. Il est surmonté d'un réceptacle jaune vif en forme de spatule ou d'éventail comprenant le haut du pied,. La surface de ce réceptacle est bosselée et lobée,.
Le stipe est souvent bulbeux vers la base. Il arbore une couleur d'un jaune presque blanc.
La chair de la spathulaire jaune est gélatineuse, sans odeur ni saveur particulière.

## Habitat et répartition
Il s'agit d'un champignon grégaire que l'ont peut trouver en touffe ou en groupe de la fin de l'été à la fin de l'automne. Il se développe sur la litière des forêts de conifères. Il s'agit d'une espèce facilement observable en milieu montagnard,.

## Comestibilité
Ce champignon n'est pas consommé car sa comestibilité est jugé sans intérêts du fait de saveur inexistante et sa consistance particulière.

## Confusions possibles
Elle peut éventuellement être confondu avec la spathulaire rousse (Spathularia rufa) du fait de leur forme semblable. Cette dernière se distingue cependant par sa couleur entre le brun-roux clair.